# Let Reeve Aleutian Airways 8
Let Reeve Aleutian Airways 8 byl americký vnitrostátní let z 8. června 1983 mezi zálivem Cold Bay na Aljašce a Seattlem. Kapitánem byl James Gibson (54 let), prvním důstojníkem Gary Lintner (39 let) a palubním inženýrem Gerald Laurin (45 let). Krátce po vzlétnutí se vrtulovému letounu Lockheed L-188 Electra oddělila jedna z vrtulí, odtrhla část trupu letadla a poškodila řízení stroje. Pilotům se i přesto podařilo změnit kurz letadla a úspěšně přistát na letišti v Anchorage. Všech patnáct osob na palubě přežilo incident bez zranění.

## Letoun
Letadlem zapojeným do nehody byl turbovrtulový čtyřmotorový letoun Lockheed L-188 Electra s číslem registrace N1968R. Letoun byl původně dodán pro australské aerolinky Qantas Airways Limited v roce 1959, následně jej odkoupily letecké společnosti Air New Zealand, Californian Airmotive Corporation a v roce 1968 Reeves Aleutian Airlines. V době, kdy k nehodě došlo, mělo letadlo nalétáno asi 33 000 hodin.

## Nehoda
Ihned po vzletu z letiště Cold Bay posádka zaznamenalo neobvyklé vibrace letadla, ale nebyla schopna izolovat jejich zdroj. Po vystoupání do letové hladiny 250 (asi 7 600 metrů) došlo k zesílení vibrací. Gerald Laurin opustil kokpit, aby zkontroloval motory pohledem z okna z kabiny pro cestující, ale nic neobvyklého nezpozoroval. Protože však vibrace nadále sílily, požádal kapitán letušku a Laurina, aby šli znovu zkontrolovali motory. Cestou zpět do kokpitu letuška zpozorovala oknem, jak se oddělila vrtule motoru č. 4, která následně prolétla pod trupem a způsobila v něm trhlinu 2,4 metru dlouhou. Došlo k okamžité dekompresi kabiny, vlivem které se navíc prohnuly podlahové nosníky a skřípla ovládací lana. Vrtule přesekla ovládací táhla plynových přípustí, nebylo tedy možné snížit tah motorů. Pilotům se podařilo získat kontrolu nad letadlem pomocí autopilota a nasměrovali letoun na letiště v Anchorage, kde byla dostatečně dlouhá přistávací dráha pro takto rychle letící letadlo. Pro snížení rychlosti a vyrovnání tahu vypnul kapitán Gibson motor č. 2 na druhém křídle. Těsně před přistáním se řízení částečně odblokovalo; ovládací lana si prořezala nové drahy v podlaze. Letadlo bylo schopno alespoň příčného náklonu 3 až 5° a podélného 3° každým směrem. Pomocí vysunování a zasunování podvozku mohla posádka s letadlem stoupat nebo klesat.
Electra přistála na opakovaný pokus na letišti v Anchorage, dokonce se ztrátou téměř veškeré kontroly letu. Posádka musela při dosednutí letadla vypnout všechny motory, aby tak stroj mohl zastavit, čímž ale přišla o všechny hydraulické a elektrické systémy. Během přistání explodovala pneumatika a vzplanuly brzdy, přesto nikdo nebyl zraněn. Kapitán Gibson byl za úspěšné přistání poctěn během setkání s americkým prezidentem Ronaldem Reaganem v Bílém domě. Asociace dopravních pilotů vyznamenala Lintnera a Laurina v roce 1983 cenou Superior Airmanship Award.